# Asini Pol·lió Verrugós
Asini Pol·lió Verrugós (en llatí Asinus Pol·lió Verrucosus) va ser un magistrat romà del segle i.
Va ser nomenat cònsol l'any 81. L'esmenta Dió Cassi i també apareix als Fasti.